# Hoz de Marrón
Hoz de Marrón es una localidad del municipio de Ampuero (Cantabria, España). En el año 2008 contaba con una población de 62 habitantes (INE). Esta localidad está situada a 180 metros de altitud sobre el nivel del mar, y a 4 kilómetros de la capital municipal, Ampuero. 

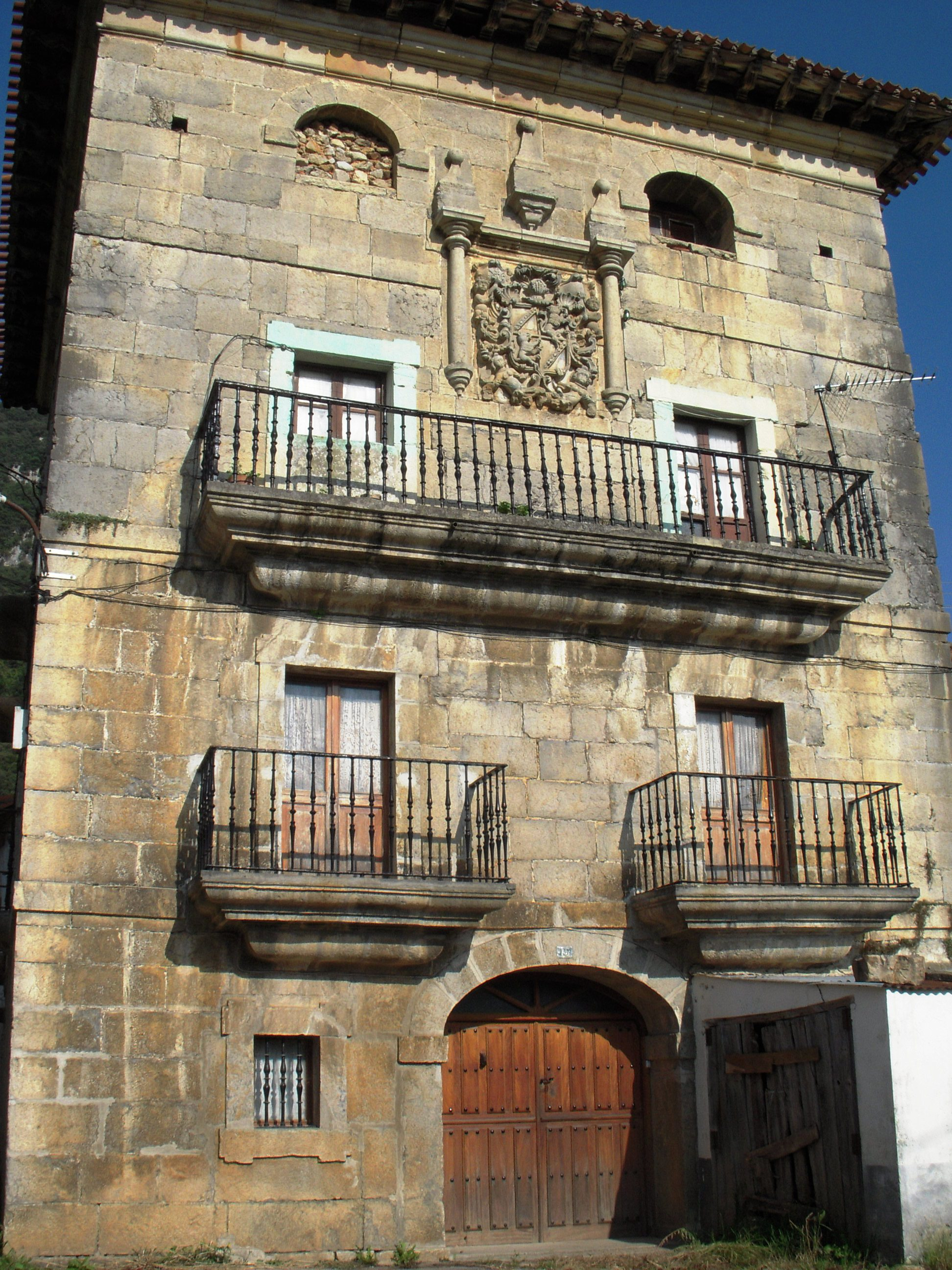
Casa-Palacio

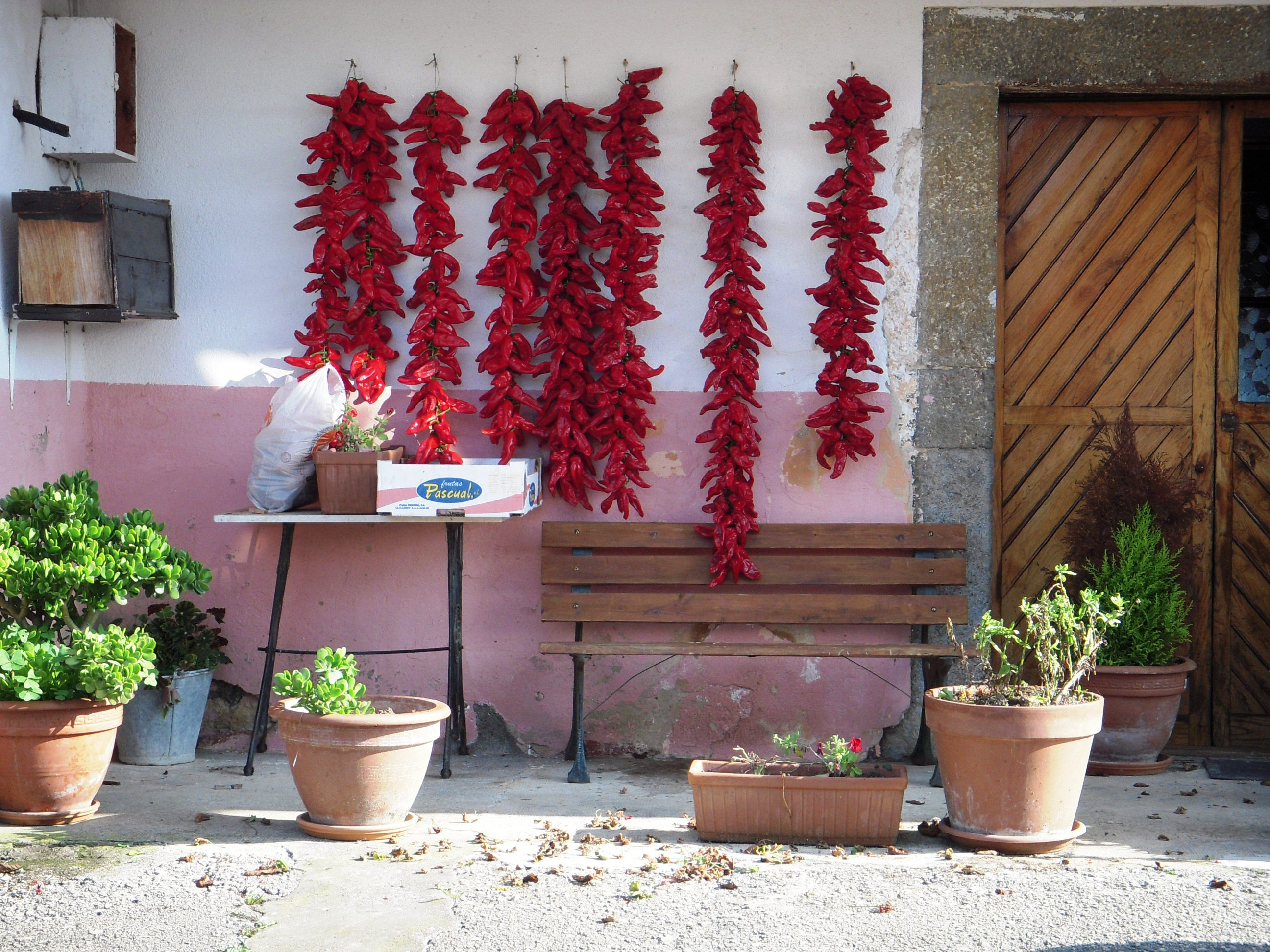
Los pimientos de la región